# موریس اوشپیه
موریس اوشپیه (فرانسوی: Maurice Hochepied‎؛ ۹ اکتبر ۱۸۸۱ – ۲۲ مارس ۱۹۶۰) یک شناگر و بازیکن واترپلو اهل فرانسه بود. 
از افتخارات وی میتوان به کسب مدال نقره شنای ۲۰۰ متر تیمی در بازی‌های المپیک تابستانی ۱۹۰۰ اشاره کرد.